# Anaxyrus hemiophrys
Espèce
Synonymes
- Bufo hemiophrys Cope, 1886

Statut de conservation UICN

 LC  : Préoccupation mineure
Anaxyrus hemiophrys, parfois appelé Crapaud canadien, est une espèce d'amphibiens de la famille des Bufonidae.

## Répartition

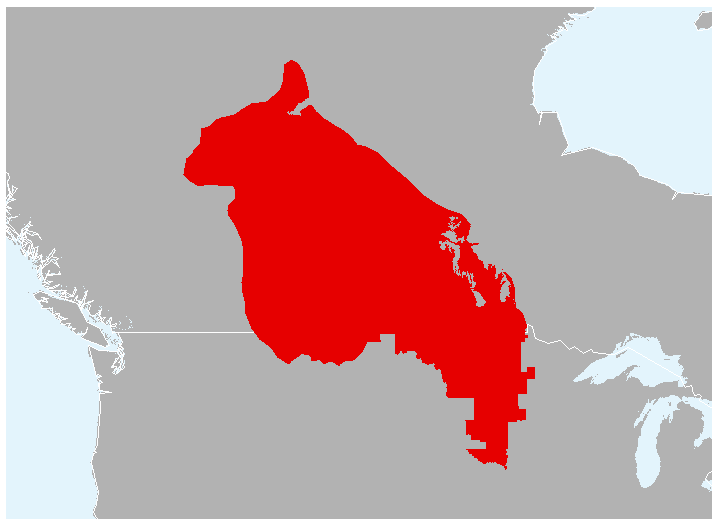
Distribution

Cette espèce se rencontre dans le centre-nord de l'Amérique du Nord :
- dans l'Ouest du Canada, dans le sud des Territoires du Nord-Ouest, en Alberta, en Saskatchewan, dans le Sud du Manitoba et dans l'extrême Sud-Ouest de l'Ontario ;
- dans le nord-ouest des États-Unis, dans le Nord du Montana, au Dakota du Nord, dans le Nord-Est du Dakota du Sud et dans l'Ouest du Minnesota.

## Publication originale
- Cope, 1886 : Synonymic List of the North American Species of Bufo and Rana, with Descriptions of Some New Species of Batrachia, from Specimens in the National Museum. Proceedings of the American Philosophical Society, vol. 23, no 124, p. 514-526 (texte intégral).